# 名糖運輸
名糖運輸株式会社（めいとううんゆ、英: Meito Transportation Co., Ltd.）は、東京都新宿区若松町33番8号に本社を置く運送会社である。SGホールディングスの子会社。

## 概要
かつては協同乳業（メイトー牛乳）系列色が強かった。チルドをはじめとする低温物流や、コンビニエンスストア向け輸送に強みを持つ。他の乳製品・飲料メーカーも荷主となっている。

## 沿革
- 1959年（昭和34年）9月12日 - 名古屋精糖と協同乳業の共同出資により会社設立。
- 1971年（昭和46年）12月 - 名古屋精糖が会社更生法を申請。これに伴い、主要株主が協同乳業となる。
- 1981年（昭和56年）8月 - 名糖不動産（現・C&Fサポートサービス）へ資本参加。
- 1988年（昭和63年）7月 - 共同物流株式会社を吸収合併。
- 1996年（平成8年） - 株式店頭公開。
- 1998年（平成10年）12月25日 - 東証2部上場。
- 1999年（平成11年）3月 - トクスイ・コーポレーションより、箱崎冷凍倉庫の営業を譲受。
- 2001年（平成13年）9月3日 - 東証1部上場。
- 2002年（平成14年）10月 - 大手冷凍食品メーカーのニチレイと業務・資本提携。
- 2005年（平成17年）12月 - マコトトランスポートサービス株式会社を子会社化。
- 2006年（平成18年）6月 - ムロオと業務提携。
- 2009年（平成21年）10月 - 子会社の星運運輸を吸収合併。
- 2015年（平成27年）9月28日 - 上場廃止。
- 2015年（平成27年）10月1日 - ヒューテックノオリンと共同持株会社として、C&Fロジホールディングス（C&Fロジ）を設立[1]。
- 2024年（令和6年）7月12日 - 親会社のC&Fロジが、業界大手のSGホールディングスの連結子会社となる[2][3]。
- 2025年（令和7年）4月1日 - 親会社のC&Fロジを吸収合併、SGホールディングスの直接子会社となる[4]。

## 関連会社
- 株式会社名商
- マコトトランスポートサービス株式会社
- 株式会社トランスメイト
- ジャパンフーズ物流株式会社
- 株式会社ジャステム
- 株式会社エムズライン
- 株式会社エス・トラスト
- 株式会社アイソネットライン
- 株式会社ケーツー
- 株式会社デイライン
- 直販配送株式会社
- MEITO VIETNAM COMPANY LIMITED